# Paranocaracris tridentatus
Paranocaracris tridentatus är en insektsart som först beskrevs av Stshelkanovtzev 1916.  Paranocaracris tridentatus ingår i släktet Paranocaracris och familjen Pamphagidae. Inga underarter finns listade i Catalogue of Life.